# Peganum harmala

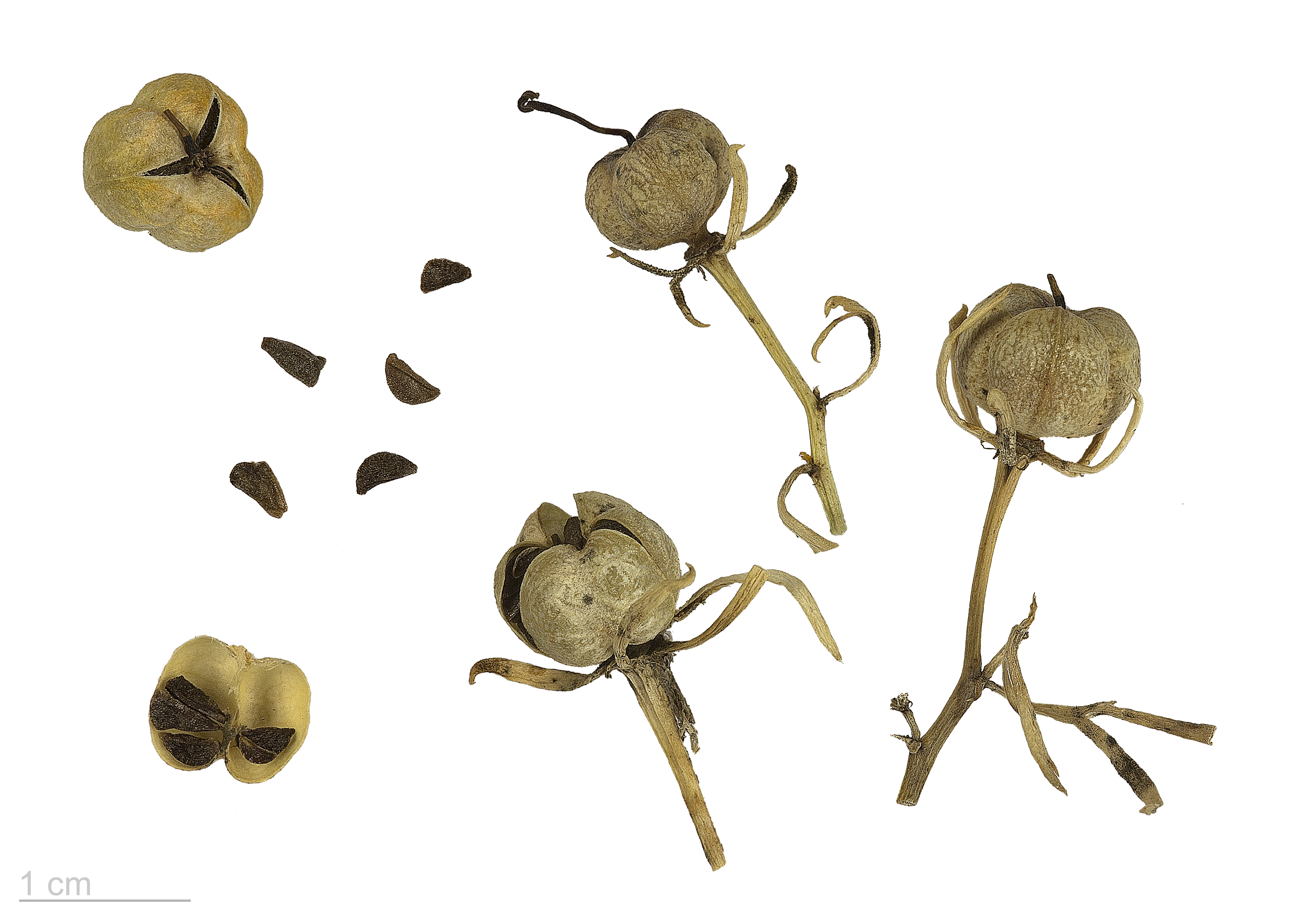
Peganum harmala - MHNT

## Descrição
Harmal (Peganum harmala) é uma planta da família Nitrariaceae, nativa da região Mediterrânea oriental, leste da Índia.
Nomes populares:
- African rue
- Esphand
- Harmal peganum
- Harmal shrub
- Harmel
- Isband
- Ozallaik
- Peganum
- Steppenraute
- Syrian rue
- Yüzerlik, üzerlik (Turkish)

## Nomes
Na Turquia Peganum harmala é chamada de yüzerlik ou üzerlik. E no Irã são chamadas de اسپند espænd or اسفنددانه esfænd-dāneh).[carece de fontes?]

## Usos medicinais
Peganum harmala é usada como agente analgésico e Anti-inflamatório.
Na república de Yemen foi usada para tratar de depressão, e foi estabelecido em laboratório que a  harmalina (um ingrediente ativo da Peganum harmala é um estimulante do Sistema nervoso central." em outras palavras, que é um antidepressivo.

## Alcalóides
Os alcalóides ativos das sementes de "Harmala" são compostos iMAO-A (inibidores da monoamina oxidase A):
- Harmane, 0.16%[4]
- Harmine, 1.84%[4]

Diz-se que as cascas das sementes contêm grandes quantidades de harmina [carece de fontes?]
- Harmaline, 0.25%[4]
- Harmalol, 3.90%[4]
- Tetrahydroharmine,

O total de alcalóides harmalas é pelo menos 5.9%
Os galhos da planta contém aproximadamente 0.36% de alcalóides, as folhas por volta de 0.52%, e as raízes até 2.5%.
Harmina e Harmalina são inibidores reversíveis da MAO-A.

## Leituras adcionais
- (em inglês) Antimicrobial Agents From Higher Plants. Antimicrobial Agents From Peganum harmala Seeds A. Al-Shamma, S. Drake, D. L. Flynn, L. A. Mitscher, Y. H. Park, G. S. R. Rao, A. Simpson, J. K. Swayze, T. Veysoglu, and S. T.-S. Wu. J. Nat. Prod.; 1981; 44(6) pp 745 – 747. doi:10.1021/np50018a025

## Ligações externas

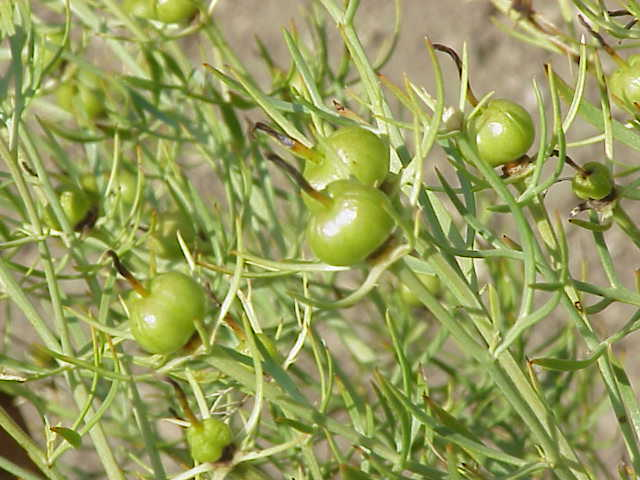
Cápsulas de sementes

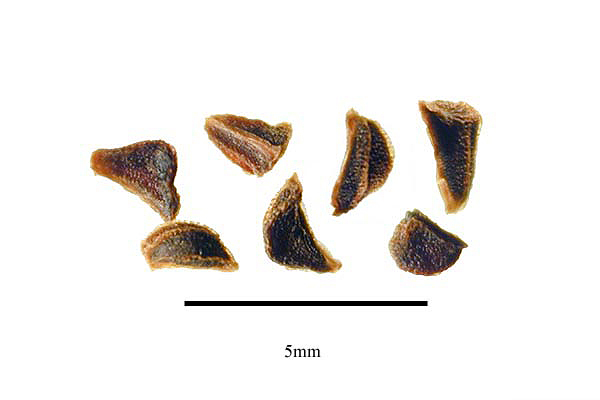
Sementes de Peganum harmala

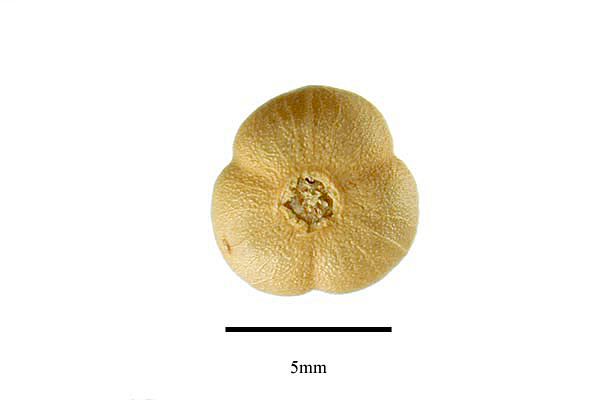
Peganum harmala fruit

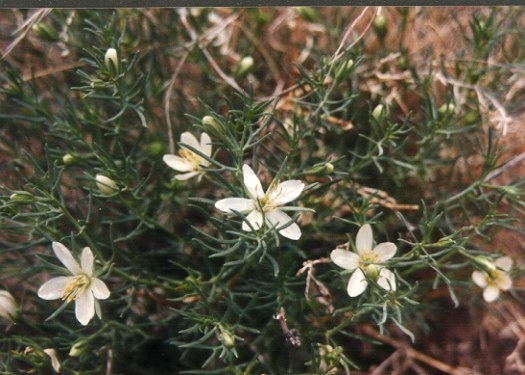
Peganum harmala